# Куэвас, Нельсон
Не́льсон Рафаэ́ль Куэ́вас Амари́лья (исп. Nelson Rafael Cuevas Amarilla; родился 10 января 1980 года в Асунсьоне, Парагвай) — парагвайский футболист, вингер. Участник чемпионатов мира 2002 и 2006 годов в составе сборной Парагвая.

## Клубная карьера
Куэвас начал карьеру в клубе низшего дивизиона парагвайского чемпионата, «Атлетико Тембетари». В 1998 году он перешёл в аргентинский «Ривер Плейт», в составе которого он 5 раз выиграл чемпионат Аргентины. Также он запомнился фанатам команды благодаря его голам в дерби против «Бока Хуниорс». В 2003 году он перешёл на правах аренды в китайский «Гуйчжоу Жэньхэ». С новой командой он занял второе место в чемпионат Китая, после чего вернулся в Аргентину.
В 2005 году Нельсон перешёл в мексиканскую «Америку», которая тут же отдала его в аренду «Пачуке», в составе которой он выиграл чемпионат Мексики в сезоне Клаусуры 2006. После победы в мексиканкой Примере Куэвас вернулся в «Америку». Столичный клуб отпустил полузащитника на просмотр в английский «Портсмут». После окончания просмотра руководство «Портсмута» и «Блэкберн Роверс» пыталось подписать Куэваса, но в результате парагваец вернулся на родину в «Либертад». С новым клубом Нельсон стал чемпионом в своем первом сезоне.
Летом 2008 года Куэвас заключил контракт с бразильским «Сантосом», но уже 15 января 2009 года соглашение было расторгнуто. Новой командой Нельсона стал чилийский «Универсидад де Чили», с которым полузащитник выиграл свой восьмой чемпионат.
Сезон 2009/2010 Нельсон провел в стане «Олимпии». После этого Куэвас выступал за испанский «Альбасете», мексиканскую «Пуэблу», «Серро Портеньо» и «Спортиво Лукеньо», но нигде не задерживался надолго.
В 2012 году Куэвас подписал контракт с клубом «Депортиво Карапегуа». 30 июля в матче против «Соль де Америка» он дебютировал в новой команде. 29 августа в поединке против своего бывшего клуба «Либертада» он забил свой первый гол за клуб.
Завершил карьеру в 2013 году из-за травмы колена.

## Международная карьера
В июне 1999 года в матче против сборной Боливии Куэвас дебютировал в сборной Парагвая. В 2002 году он в составе национальной команды поехал на Чемпионат Мира. На турнире он дважды забил в матче против сборной Словении, тем самым обеспечив выход сборной в 1/8 соревнований.
В 2006 году Нельсон вновь поехал на Мундиаль. В Германии его команда не смогла выйти из группы, а сам Куэвас принял участие в последнем матче группового этапа против сборной Тринидада и Тобаго в котором забил гол.

## Личная жизнь
Мать Куэваса Нидия Амарилья является его агентом, что является редким явлением в футбольном мире. Супруга Нельсона Алисия Рамирес родила ему сына Энцо Рафаэля в 2008 году.

## Достижения

### Клубные
«Ривер Плейт»
- Чемпионат Аргентины по футболу — Апертура 1999/2000
- Чемпионат Аргентины по футболу — Клаусура 1999/2000
- Чемпионат Аргентины по футболу — Клаусура 2001/2002
- Чемпионат Аргентины по футболу — Клаусура 2002/2003
- Чемпионат Аргентины по футболу — Клаусура 2003/2004

 «Пачука»
- Чемпионат Мексики по футболу — Клаусура 2006

 «Либертад»
- Чемпионат Парагвая по футболу — Апертура 2008

 «Универсидад де Чили»
- Чемпионат Чили по футболу — Апертура 2009

### Личные
- Рекордсмен сборной Парагвая по количеству голов на чемпионатах мира: 3 гола